# أحمق أحمر القدمين
الأحمق أحمر القدم الأطيش أحمر القدمين (Sula sula) هو طائر ينتمي إلى الأطيش (فصيلة: Sulidae). وهو أصغر طيور الأطيش حجما ، وسمي أحمر القدمين لأن قدميه حمراء الجلد ، وريشه لونه أبيض . وهي تتواجدي في نطاق واسع في المناطق الاستوائية وتستعمر السواحل خصوصا الجزر .

## الوصف
- الأطيش أحمر القدمين هو أصغر من جميع طيور الاطيش بحوالي 70 سنتيمترا بالطول ومع طول الجناح تصل إلى 1 متر ، لون ريشه أبيض وقدميه حمراء اللون ، أما حلقه ومنقاره أحمر وأزرق اللون.وهو شبيه لطائر الأطيش نازكا والأطيش المقنع . وكلا الزوجين يتشابهان

## التربية
- تعشش طيور الأطيش حمراء القدم في الجزر والسواحل في معظم المناطق المدارية ، وتكون منتشرى في شكل مستعمرة طيور الأطيش ، وتضع الأنثى بيضة واحدة زرقاء في عش وتحضن من طرف الزوجيين لمدة تتراوح 44-46 يوما ، وتبقى فترة الحضانة والتربية لمدة ثلاث ّأشهر ، وتغادر العش في الشهر الخامس .

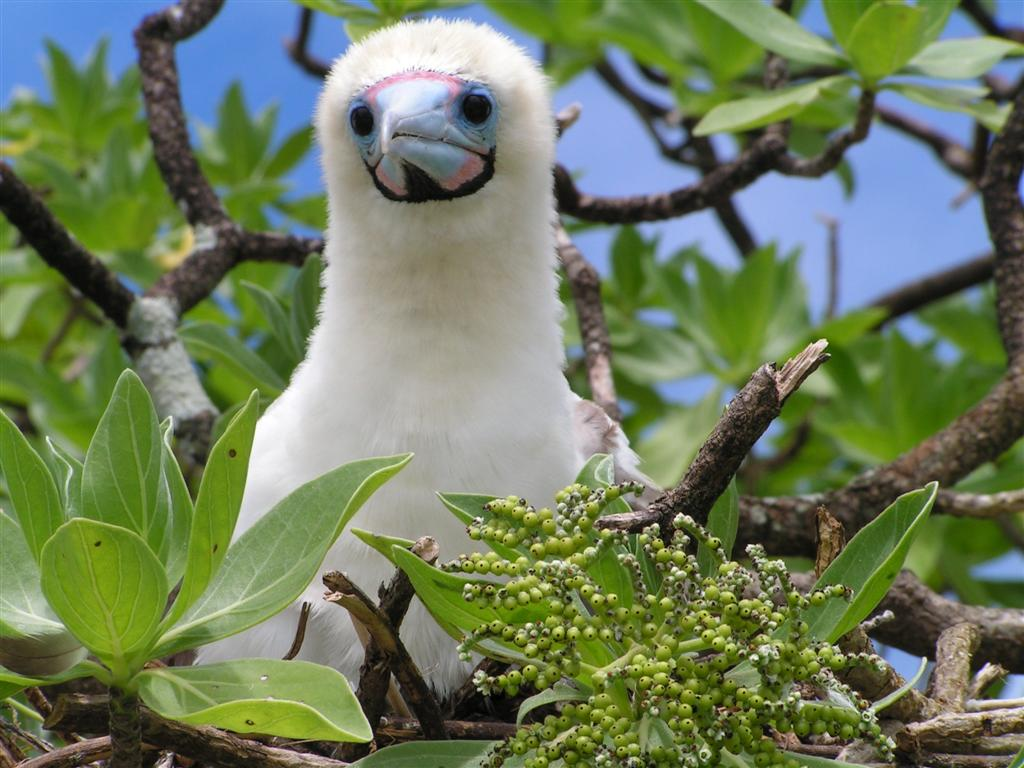
الأطيش أحمر الرجلين في عشه فوق الشجرة
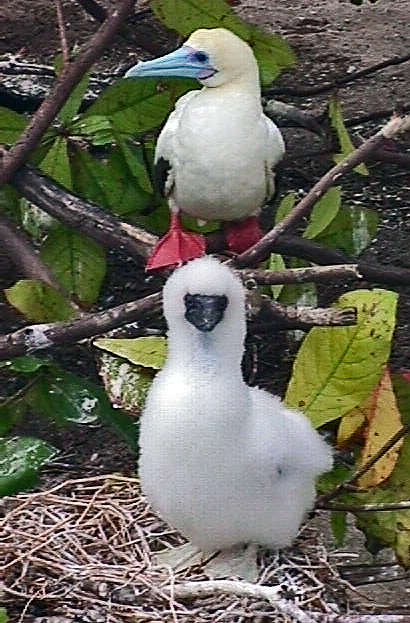
طائر بالغ مع طائر صغير
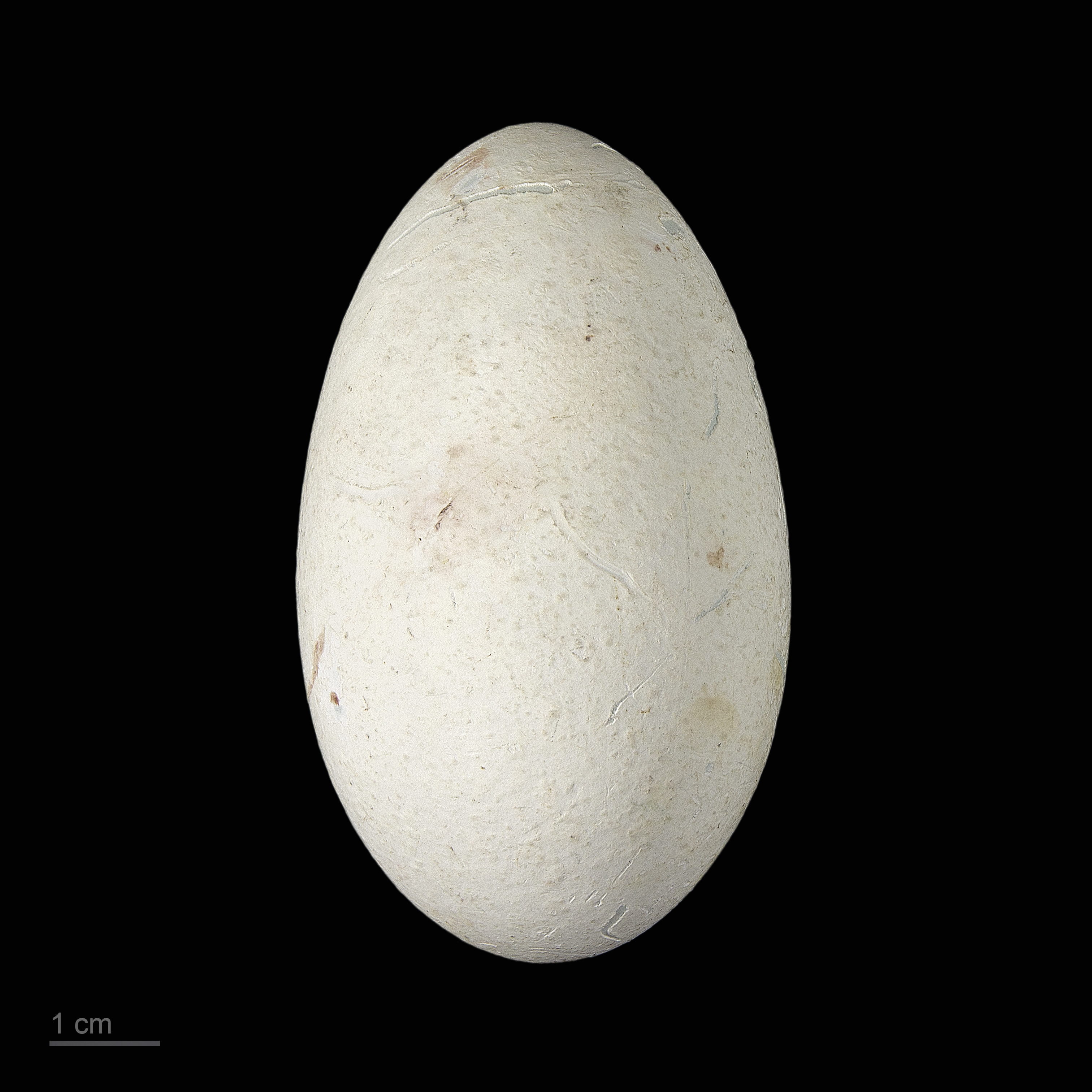
Museum specimen